# Vajay Károly (főispán)
Vajay Károly (Szatmárnémeti, 1892. október 10. – Corsier, Genf kanton, Svájc, 1980. január 5.) magyar jogász, köztisztviselő, miniszteri tanácsos, főispán, országgyűlési képviselő.

## Élete
Református vallású, székely nemesi családban született; felmenői a 17. század végén települtek át a marosszéki Székelyvajáról Szatmár vármegyébe. Azonos nevű nagyapja Szatmárnémeti utolsó főbírája és az 1861. évi országgyűlésen követe, ugyancsak Károly nevű apja pedig 1904-től a térség román megszállásáig a város utolsó magyar polgármestere volt. Középiskoláit szülővárosában végezte a református főgimnáziumban, majd a budapesti tudományegyetemen államtudományi doktori oklevelet szerzett.
Az első világháború kitörésekor a debreceni 2. honvédhuszárezred kötelékében ment a harctérre, és mint hadnagy megfordult orosz, román és olasz hadszíntereken is. Számos ütközetben vett részt, s az olasz fronton Tisza István gróf ezredes mellett segédtisztként teljesített szolgálatot. Katonai érdemeiért megkapta a Signum Laudis, a bronz vitézségi érmet és a Károly-csapatkeresztet is.
Leszerelése után, 1919-ben köztisztviselői pályára lépett: segédfogalmazóvá nevezték ki a belügyminisztérium fogalmazói karában, a közbiztonsági osztályra, később személyi szolgálatra rendelték Rakovszky Iván belügyminiszter mellé, e beosztásban 14 évet töltött: Rakovszky után Scitovszky Béla, vitéz Keresztes-Fischer Ferenc és vitéz Kozma Miklós belügyminiszterek mellett is nagy körültekintéssel látta el szolgálati feladatait, ezzel általános megbecsülést szerezve.
Kozma Miklós belügyminisztersége idején miniszteri tanácsosi címet is kapott, 1937 novemberében pedig Szabolcs és Ung vármegye, majd 1938 márciusában Bihar vármegye főispánjává nevezték ki, ezt az állását 1939 májusáig töltötte be. Saját kérelmére mentették fel, mivel az az évi általános választásokon országgyűlési képviselőnek jelöltette magát a Magyar Élet Pártja színeiben, és a berettyóújfalui egyéni kerületen kívül a Bihar vármegyei listán is mandátumot szerzett, bár csak az előbbit tartotta meg. A képviselőházban a közigazgatási és mentelmi bizottságba választották be.

## Származása
| vajai dr. Vajay Károly (Szatmárnémeti, 1892. október 10.– Corsier, Genf, 1980. január 5.) Szabolcs-Ung és Bihar vármegye főispánja, a Johannita rend lovagja | Apja: vajai Vajay Károly (Szatmárnémeti, 1862. július 4.– Szatmárnémeti, 1930. február 22.) Szatmárnémeti utolsó magyar polgármestere | Apai nagyapja: vajai Vajay Károly (Szatmár, 1825. május 24.– Szatmárnémeti, 1906. április 10.) királyi törvényszéki bíró, 1848-49-es szabadságharcos nemzetőr főhadnagy, Szatmárnémeti országgyűlési képviselője, utolsó választott főbírája (Szülei: vajai Vajay Imre és Gál Mária) |
| vajai dr. Vajay Károly (Szatmárnémeti, 1892. október 10.– Corsier, Genf, 1980. január 5.) Szabolcs-Ung és Bihar vármegye főispánja, a Johannita rend lovagja | Apja: vajai Vajay Károly (Szatmárnémeti, 1862. július 4.– Szatmárnémeti, 1930. február 22.) Szatmárnémeti utolsó magyar polgármestere | Apai nagyanyja: Koós Emília (Szalánta, 1835. június 12.– Pest, 1863. augusztus 26.) |
| vajai dr. Vajay Károly (Szatmárnémeti, 1892. október 10.– Corsier, Genf, 1980. január 5.) Szabolcs-Ung és Bihar vármegye főispánja, a Johannita rend lovagja | Anyja: óvári Szeöke Irén (Szatmárnémeti, 1866. március 29.– Szatmárnémeti, 1948. január 1.)                                           | Anyai nagyapja: óvári Szeöke Kálmán (1835.– Szatmárnémeti, 1917. április 7.) földbirtokos, Szatmár vármegye főszolgabirája, királyi törvényszéki bíró (Szülei: óvári Szeöke Károly, Szatmár vármegyei főszolgabíró, ülnök és bozóki Bozóky Zsuzsanna)                                |
| vajai dr. Vajay Károly (Szatmárnémeti, 1892. október 10.– Corsier, Genf, 1980. január 5.) Szabolcs-Ung és Bihar vármegye főispánja, a Johannita rend lovagja | Anyja: óvári Szeöke Irén (Szatmárnémeti, 1866. március 29.– Szatmárnémeti, 1948. január 1.)                                           | Anyai nagyanyja: hiripi és ivácskói Szuhányi Jusztina (1841. június 15.– Nagyvárad, 1909. június 12.) (Szülei: hiripi és ivácskói Szuhányi Ignác és Erber Jozefa) |

## Családja
Felesége sárospataki Czeglédy Irma (1896-1976) volt, apósa sárospataki Czeglédy Mihály (1859-1937), magyar királyi gazdasági főtanácsos, Hajdú vármegye tiszti főügyésze, anyósa nemes Sarkady Irma (1856-1914) voltak. Házasságából egyetlen fiúgyermek született, Vajay Szabolcs (Budapest, 1921. október 9. – Vevey, Svájc, 2010. július 6.) társadalomtörténész.